# Samir de los Caños
Samir de los Caños ist ein nordspanisches Dorf einer 156 Einwohner (Stand: 2024) zählenden Gemeinde (municipio) in der Provinz Zamora in der Autonomen Gemeinschaft Kastilien-León. 

## Lage und Klima
Samir de los Caños liegt im Westen der Provinz Zamora in einer Höhe von ca. 780 m nahe der Grenze zu Portugal. Die Provinzhauptstadt Zamora ist etwa 40 Kilometer (Fahrtstrecke) in südöstlicher Richtung entfernt. Die winterlichen Temperaturen sind durchaus kühl, im Sommer dagegen ist es warm bis heiß; Regen (ca. 576 mm/Jahr) fällt mit Ausnahme der Sommermonate übers ganze Jahr verteilt.

## Bevölkerungsentwicklung
| Jahr      | 1970 | 1981 | 1991 | 2001 | 2011 | 2021 |
| Einwohner | 452  | 325  | 288  | 233  | 209  | 169  |

Der deutliche Bevölkerungsrückgang seit den 1950er Jahren ist im Wesentlichen auf die Mechanisierung der Landwirtschaft, die Aufgabe bäuerlicher Kleinbetriebe und den daraus resultierenden Arbeitsplatzmangel auf dem Land zurückzuführen (Landflucht).

## Sehenswürdigkeiten
- Johannes-der-Täufer-Kirche
- Christuskapelle